# Roman Jakóbczak
Roman Józef Jakóbczak (Września, 1946. február 26. –) lengyel válogatott labdarúgó, edző.
A lengyel válogatott tagjaként részt vett az 1974-es világbajnokságon.

## Sikerei, díjai
Lengyelország
- Világbajnoki bronzérmes (1): 1974